# سلاگستا
سلاگستا (به سوئدی: Slagsta) یک منطقهٔ مسکونی در سوئد است که در بخش بوتچیرکا واقع شده‌است.